# Gliwice-kanalen
Gliwice-kanalen er en kanal der forbinder floden Oder med industribyen Gliwice i voivodskabet Schlesien i Polen. Kanalen ca. 41 km lang og har en højdeforskel på ca. 49 m.  Kanalen kan passeres af skibe med  Gliwiceen dybgang på op til  2,25 m. 
Kanalen blev bygget fra 1935 til 1939 og erstattede Kłodnicki-kanalen.
50°21′33.84″N 18°8′25.44″Ø / 50.3594000°N 18.1404000°Ø